# 鴨緑駅
鴨緑駅（アムノクえき）は、大韓民国全羅南道谷城郡にある韓国鉄道公社（KORAIL）全羅線の駅である。

## 歴史
- 1936年12月16日：開業。
- 2008年12月1日：旅客取扱中止。

## 隣の駅
韓国鉄道公社
全羅線
谷城駅 - 鴨緑駅 - 求礼口駅